# ترودي كوكس
ترودي كوكس (بالإنجليزية: Trudy Coxe)‏ هي عالمة بيئة أمريكية، ولدت في 1949.